# Răscoala lui Muha
Răscoala lui Muha a fost o puternică răscoală țărănească anti-poloneză din anii 1490 – 1492, sub conducerea lui Muha, pe care atât cronicile polone, cât și cele slave îl dau drept moldovean. Astfel, cu referire la răscoală, Jan de Targowisk, menționa:
„Un oarecare Muha din Valahia [nume generic al teritoriilor populate de români la acea perioadă, de fapt se referea la Moldova], în scurt timp adunase din țărani, 9.000 de ostași și a intrat în Polonia, unde se află Sniatin, l-a atacat și cucerit, apoi a atacat alte orașe și sate, după care a cucerit Haliciul, Colomeea și Rohatînul.”
Unele surse ucrainene indică că răscoala a fost organizată intenționat de domnitorul Ștefan cel Mare, care se afla în confruntare cu Lehia la acea perioadă, încercând să-și extindă influența în sud-vestul Poloniei (Pocuția)

## Desfășurare
Izvoare bine informate arată că ceata de răsculați pornise din Moldova, alăturându-i-se treptat țărani ruteni, până ce ajunse să numere 9–10.000 de oameni. Așezările feudale au fost devastate, nobilii prinși au fost uciși, iar Sniatinul, Colomeea și Haliciul pustiite.
La cele dintâi vești ajunse la curtea regală a Poloniei, se credea chiar că merge vorba de o expediție armată trimisă de domnul Moldovei. Ulterior, regele Cazimir al IV-lea a adunat nobilii pentru o campanie împotriva rebelilor și a angajat în acest sens, ostași bine pregătiți din Ordinul teutonic. În vara anului 1490, cu toată dârzenia de care dăduseră dovadă, răsculații sunt învinși la Rohatîn de oștirea mai bine înarmată a castelanului de Liov, după care rămășițele rebele conduse de același Muha, s-au retras Pocuția, și apoi în pădurile din nordul Bucovinei.
În primăvară și vara anului 1491 trupele rebele s-au regrupat, sub conducerea lui Andrei Borul sau Barula. Însă, în apropiere de Halici, răsculații au fost din nou învinși. Borul a fost capturat și executat de către polonezi, după care, corpul acestuia a fost aruncat de pe zidurile cetății Hotin. Cu toate acestea, revolta a continuat. În 1492, trupele țărănești sub conducerea din nou a lui Muha, au capturat o mare parte din Galiția. Acestea au atacat domeniile feudalilor, omorând-ui pe cei prinși. Nu departe de Halici, oastea leșească i-a atacat pe rebeli, capturând-ul pe Muha. El a fost dus în Cracovia, unde a murit în curând din cauza torturilor.

## Concluzii
Răscoala a înfrățit în lupta antifeudală pe țăranii moldoveni și ruteni. O cronică germană îl arată pe Muha drept un însărcinat al lui Ștefan cel Mare, care, însă, după înfrângerea de la Rohatîn, îl pune la închisoare vreme de un an, pentru ca apoi să-l trimită din nou în Pocuția (1492). Deși cronica denaturează caracterul răscoalei lui Muha, rămâne faptul că Ștefan a încercat s-o folosească pentru slăbirea influenței polone în regiune și pentru a-și pregăti propriile acțiuni îndreptate spre Pocuția.
Asupra unor „expediții organizate” în această direcție de către Ștefan cu trupe moldovene, ne informează raportul unui sol al marelui cneaz al Moscovei, trimis la hanul Crimeei, Mengli I Ghirei. Solul lui Ivan al III-lea aflase în Crimeea că, până în toamna anului 1492, Ștefan trimisese în două rânduri oști sub conducerea fiului său Alexandru, „să lovească cu război Podolia”. Atunci când el pregătea o nouă armată, importantă ca efective, cu scopul de a o îndrepta iarăși spre Podolia, sub aceeași conducere, vestea sosirii unui sol al marelui cneaz îl face să amâne expediția: „să ascultăm ce are de spus marele cneaz prin solul său; și, de va fi nimerit, eu însumi voi încăleca”.